# Кабесон, Антонио де
Антонио де Кабесо́н (исп. Antonio de Cabezón; ок. 1510, Кастрильо-Матахудиос, близ Бургоса — 26 марта 1566, Мадрид) — испанский композитор и органист.

## Очерк жизни и творчества
В детстве ослеп. Точных данных о музыкальном образовании нет. С 1526 — придворный органист в капелле Изабеллы Португальской, с 1538 занимал должность «камерного музыканта» (músico de la cámara) капеллы Карла V. После смерти Изабеллы в 1539 занимался музыкальным образованием принца Филиппа (короля Испании с 1556) и инфант Марии и Хуаны. Оставался на службе у Филиппа (с 1543 — органист в его капелле) до конца жизни. Вместе с принцем неоднократно ездил за границу (в Италию, Нидерланды, Германию и Англию), где развлекал его игрой на позитиве (небольшом органе).
Всё наследие Кабесона за исключением одной литании — инструментальная музыка, преимущественно для органа (сохранилось около 275 пьес). Её стиль, с одной стороны, выдаёт сильное влияние музыки нидерландских полифонистов (ритмика, гармония, техника контрапунктической композиции), с другой стороны, столь же сильное влияние (вариационность, орнаментика, тематический материал, старогомофонная фактура, гармония) местной традиции светской музыки. Кабесон — автор переложений для клавишных инструментов (преимущественно органа) и виуэлы (см. Интабуляция) шансон, мотетов и частей мессы Жоскена Депре (чаще других), Орландо Лассо (его знаменитой «Susanne un jour»), Климента-не-Папы, Вилларта, Гомберта, Филиппа Вердело и др. Alternatim-обработки (строгие «гармонизации» и орнаментированные вариации) общеизвестных григорианских хоралов проприя (гимны Ave maris stella, Pange lingua, Te lucis ante terminum, Veni creator Spiritus и т. д.) и ординария — мелодий Kyrie, регулярных псалмовых тонов и псалмовых тонов на текст Magnificat (так называемых «версетов»), очевидно, имели инструктивный характер, призваны продемонстрировать разные (в том числе, и по уровню технической сложности) приёмы и техники инструментального сопровождения и украшения богослужения. Кабесон — автор ряда пьес под названием «фобурдон» (оригинальные названия fabordon, favordon, по применяемой в такой композиции технике), воплощающих специфически испанскую традицию инструментального письма.
Для светской инструментальной музыки Кабесона характерны вариации (оригинальные заголовки — discantes, diferencias, glosas, в том числе, 3 вариационные обработки в стиле романески чрезвычайно популярной испанской песни «Guárdame las vacas») и тьенто (разновидность органной фантазии с использованием имитационной полифонии). Учёные полагают, что благодаря непревзойдённому искусству импровизации Кабесона вариации получили широкое распространение в западной Европе (особенно в Англии).

## Семья
Брат и дети Антонио де Кабесона — также музыканты; деятельность всех связана с королевским двором. Брат Хуан (между 1510 и 1519—1566) — органист и композитор, в 1546-66 служил музыкантом в капелле Филиппа II. Сын Августин (ум. до 1564) — певчий в этой же капелле. Сын Эрнандо (крещён 1541—1602) — органист (с 1566) там же. После смерти отца составил сборник (в виде табулатуры) его сочинений «Obras de música para tecla, arpa y vihuela» (Мадрид, 1578), в который включил и 5 собственных сочинений.

## Рецепция
Антонио де Кабесон и его брат Хуан выступили официальными рецензентами школы игры на клавишных инструментах «Arte de tañer fantasía», опубликованной в 1565 году их соотечественником Томасом де Санта-Мария. Описываемая в книге Санта-Марии техника обработки прекомпозиционных мелодий и гармонических остинато базируется на технике композиции Кабесона.

## Издания сочинений
- The collected works of Antonio de Cabezón, ed. by Charles Jacobs. 5 vls. Henryville, PA: Institute of Mediaeval Music, 1967–1986.